# Philodina striata
Philodina striata är en hjuldjursart som beskrevs av Rodewald 1937. Philodina striata ingår i släktet Philodina och familjen Philodinidae. Inga underarter finns listade i Catalogue of Life.